# Jacques Bonnefoy-Sibour
Pour les articles homonymes, voir Bonnefoy-Sibour, Bonnefoy et Sibour.
Jacques Bonnefoy-Sibour est un homme politique français né le 18 novembre 1821 à Dieulefit (Drôme) et mort le 12 décembre 1876 à Hyères (Var).

## Biographie
Gendre de Sébastien Sibour, il hérite de sa fortune et lui succède à sa mort, sous l'Empire, comme maire de Pont-Saint-Esprit et conseiller général du Canton de Pont-Saint-Esprit. Il se présente comme candidat indépendant aux élections législatives de 1869, mais n'est pas élu. Il se rallie au régime républicain en 1870 et est révoqué de ses fonctions de maire par Albert de Broglie. Il est désigné candidat des républicains modérés aux élections sénatoriales de 1876, et est élu à la Chambre haute. Il siège au centre-gauche mais meurt la même année. 
Il est le père de Georges Bonnefoy-Sibour, qui lui succédera comme sénateur et maire, et devient président du Conseil général du Gard.